# گرگوری کوپت
گرگوری کوپه (به فرانسوی: Grégory Coupet) بازیکن فوتبال و دروازه‌بان اهل فرانسه است که از سال ۲۰۰۱ تا ۲۰۰۸ میلادی عضو تیم ملی فوتبال فرانسه بوده‌است. وی در ۳۴ بازی ملی حضور داشته است و در بازی‌های ملی‌اش گلی به ثمر نرساند.